# Martin Brandl

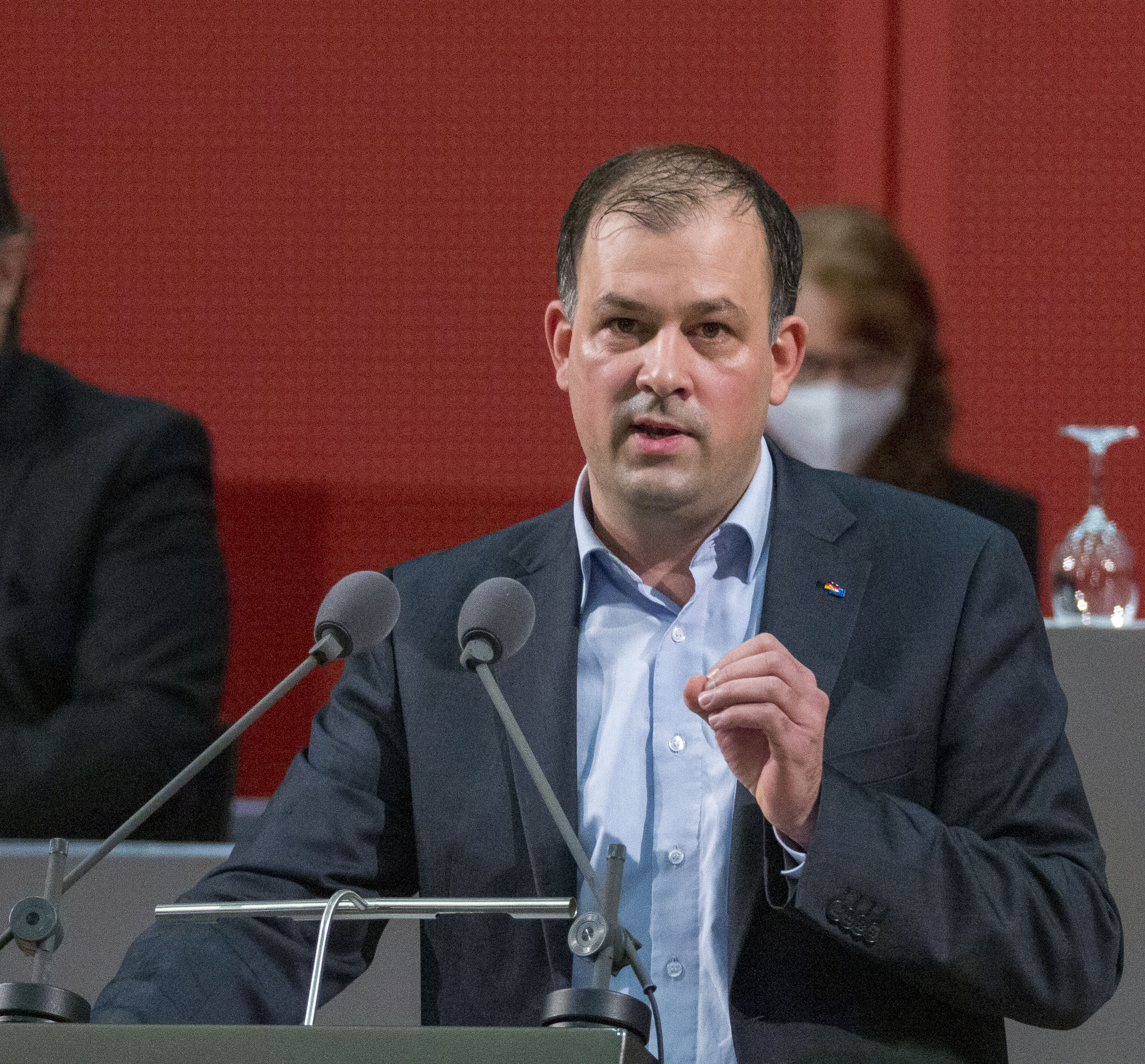
Martin Brandl, 2021

Martin Brandl (* 27. April 1981 in Kandel) ist ein deutscher Politiker der CDU und seit 2024 Landrat des Landkreises Germersheim. Zuvor war er von 2009 bis 2024 Mitglied des Landtags Rheinland-Pfalz.

## Leben und Beruf
Nach dem Abitur am Goethe-Gymnasium Germersheim im Jahr 2000 leistete Martin Brandl seinen Wehrdienst beim Luftwaffenausbildungsregiment III in Germersheim ab. Danach studierte er an der Berufsakademie Karlsruhe Betriebswirtschaft, den praktischen Teil des dualen Bildungsganges absolvierte er bei SEW-Eurodrive in Bruchsal. 2004 schloss er die Ausbildung als Diplom-Betriebswirt (BA) ab. Ebenfalls bei SEW-Eurodrive war er im Bereich Strategisches Marketing für die Koordination internationaler Marktspezialisten verantwortlich, bis er am 28. Oktober 2009 in den Landtag nachrückte.
Brandl hat drei Kinder.

## Politik
1996 trat Martin Brandl in die Junge Union ein. Von 2001 bis 2005 war er Vorsitzender des JU-Kreisverbandes Germersheim. Im Jahr 2000 wurde er Mitglied der CDU, seit 2007 ist er Vorsitzender des Gemeindeverbandes Rülzheim. Martin Brandl war von 1999 bis 2016 Mitglied des Gemeinderates Rülzheim. Seit 2004 ist er Mitglied des Verbandsgemeinderates Rülzheim sowie des Kreistages Germersheim. Von 2009 bis 2015 war er stellvertretender Vorsitzender und seit 2015 ist er Vorsitzender der CDU-Kreistagsfraktion.
Für die Landtagswahl 2006 wurde er als B-Kandidat nominiert und rückte am 28. Oktober 2009 für Thomas Gebhart nach dessen Wahl in den Bundestag in den rheinland-pfälzischen Landtag nach. Brandl wurde im Wahlkreis Germersheim 2011 und 2016 direkt als Abgeordneter gewählt. 2021 wurde er im Wahlkreis Wörth am Rhein erneut wiedergewählt.
Am 11. Mai 2016 wurde Brandl zum Parlamentarischen Geschäftsführer der Landtagsfraktion gewählt.
Er ist Mitglied im Verwaltungsrat der Sparkasse Südpfalz.
Am 17. März 2018 wurde er Hauptvorsitzender des Pfälzerwald-Vereins.
Am 9. Juni 2024 wurde er bei der vorgezogenen Landratswahl im ersten Wahlgang zum Landrat des Kreises Germersheim gewählt. Er trat das Amt am 1. Dezember 2024 an. Für Brandl rückte Florian Bellaire in den Landtag nach.